# Michael Schnock

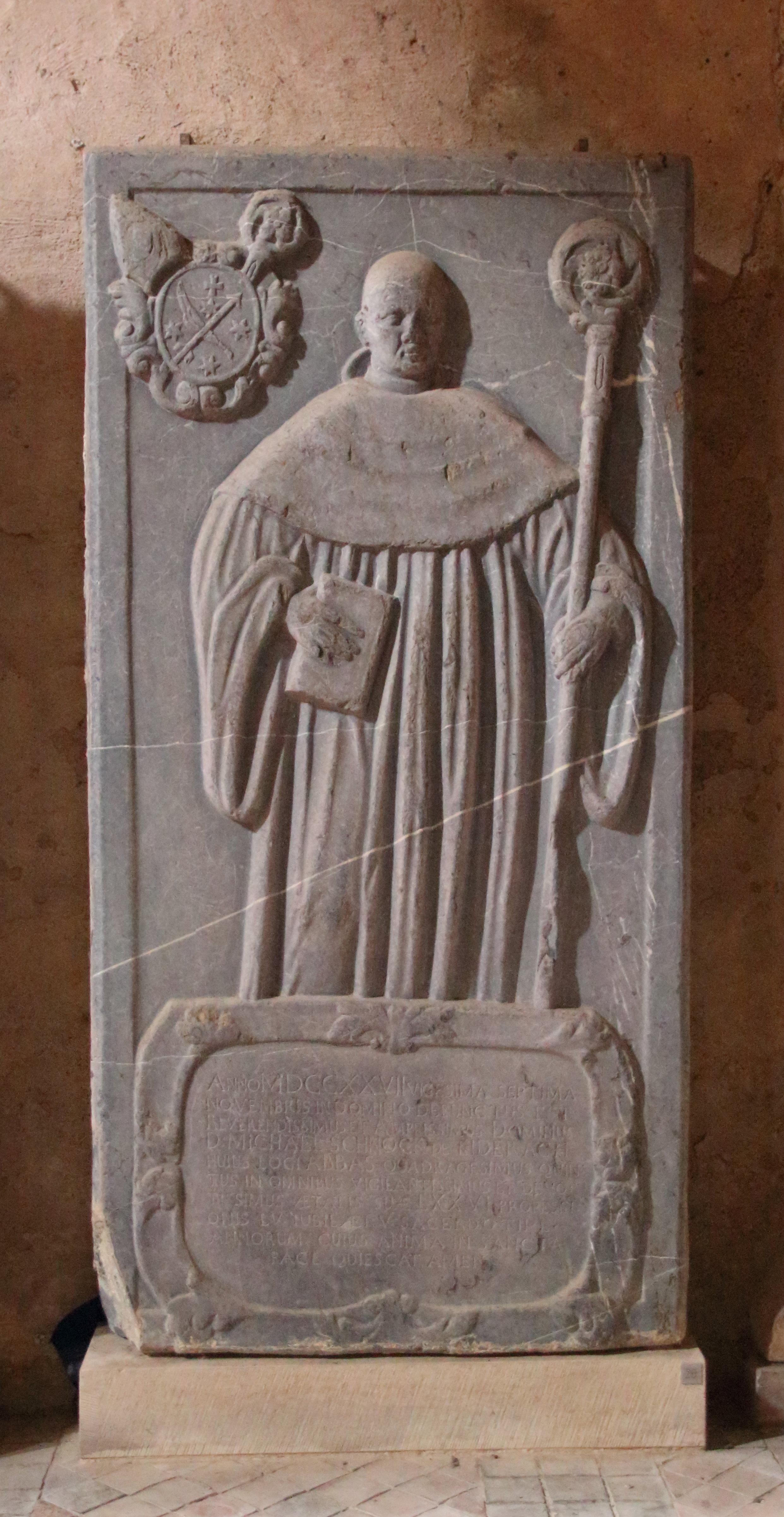
Grabplatte Schnocks in der Basilika von Kloster Eberbach, auf der er fälschlicherweise als 45. Abt des Klosters bezeichnet wird

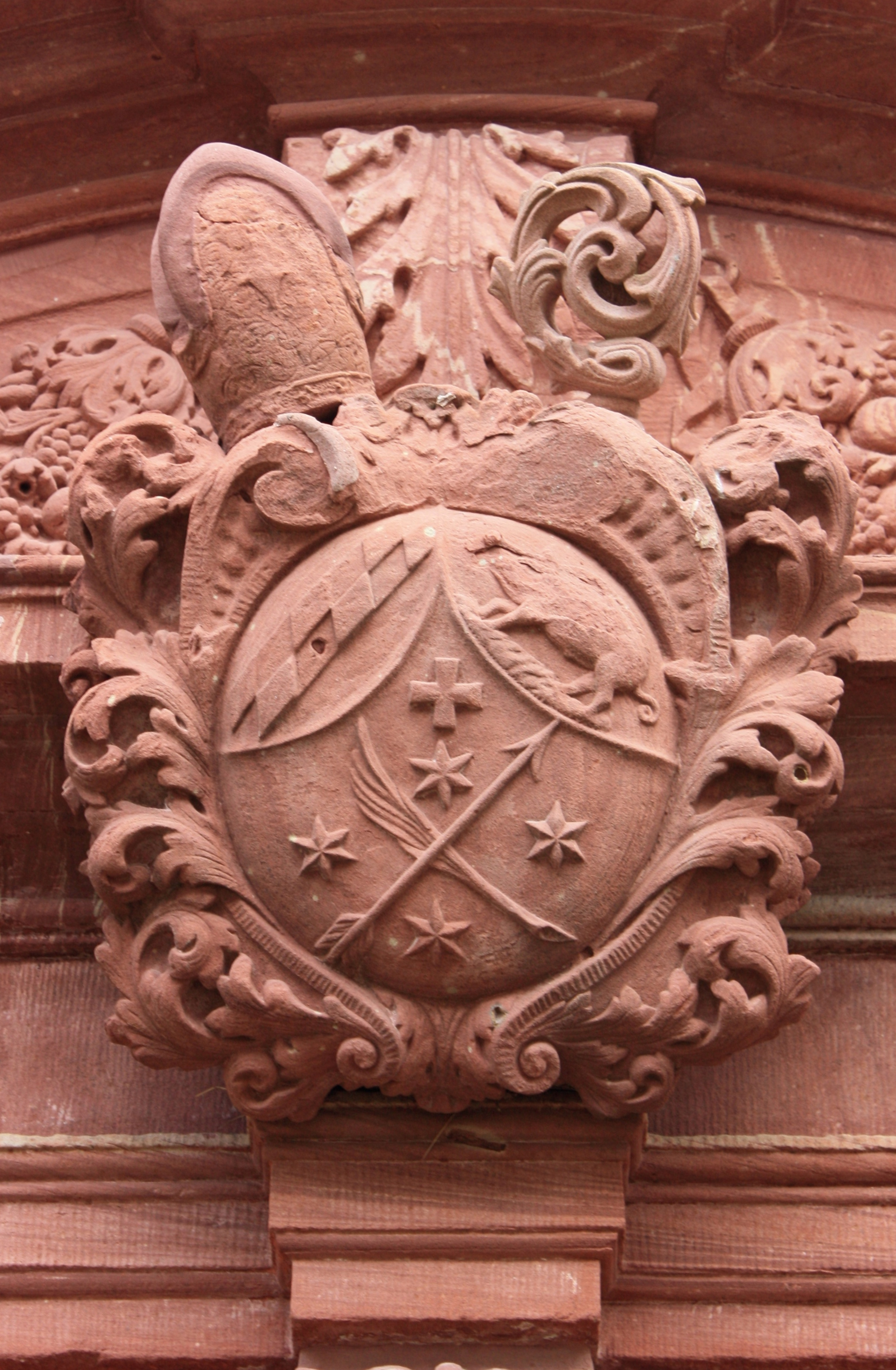
Abtswappen Schnocks

Michael Schnock SOCist (* 7. Dezember 1652 in Kiedrich als Peter Schnock; † 27. November 1727) war von 1702 bis zu seinem Tode 1727 Abt des Klosters Eberbach.

## Leben
Michael Schnock kam am 7. Dezember 1652 in dem Rheingaudorf Kiedrich zur Welt. Er war der Sohn des Kiedricher Schultheißen und Organisten Johann Anton Schnock († 1676) und der Caritas Schloßer. Nach seinem Eintritt in das Noviziat der Zisterzienserabtei Eberbach erhielt er den Ordensnamen Michael und legte im Jahr 1672 Profess ab. 1677 wurde er zum Priester geweiht. Am 29. Mai 1702 wurde Schnock, der zu dieser Zeit Beichtvater des Zisterzienserinnenklosters Marienhausen war, zum 54. Abt des Klosters Eberbach gewählt.
Sein Abbatiat zeichnete sich durch eine rege Bautätigkeit im Kloster aus: 1706 ließ er eine neue Orgel für die Abteikirche durch den Mainzer Orgelbaumeister Johann Jakob Dahm fertigen, sie wurde nach Auflösung des Klosters 1802 in die Mauritiuskirche nach Wiesbaden verbracht, wo sie beim Brand der Kirche 1850 ein Opfer der Flammen wurde. Ab 1707 erfolgte eine grundlegende barocke Umgestaltung des Klosters: Schnock ließ in der Abteikirche die monumentale Westempore mit einem Verbindungsgang außen zum Konversenbau bauen. Dieser wurde um ein Stockwerk erhöht und 1707–1734 zu einer repräsentativen Abtwohnung ausgebaut. Um im Chor Platz für einen neuen Hochaltar zu schaffen, wurden die Wandnischengräber der Mainzer Erzbischöfe Gerlach und Adolf von Nassau aus dem Chorraum entfernt und die verbliebenen Grabplatten an ihrem heutigen Platz an der nördlichen Chorwand aufgestellt. 1719/20 wurde ein altes romanisches Mönchsrefektorium durch den heutigen barocken Bau nach den Plänen des Eberbacher Paters Bernhard Kirn ersetzt. Im Prälatengarten des Klosters ließ Schnock 1722 ein Fachwerk-Gartenhaus ebenfalls nach den Plänen Kirns errichten, in dem unter anderem Hauskonzerte für die Mönche stattfanden. Die barocke Umgestaltung der Bibliothek nahm Schnock zum Anlass, ihre Bestände zu vergrößern, zugleich wurde das Mönchsdormitorium grundlegend renoviert.
Über einem Portal von 1719, welches den Eingang zum Garten markiert, am Gartenhaus, dem Abtshaus so wie an vielen anderen Stellen des Klosters ist das Wappen des Abtes zu finden: Neben dem geschachten Zisterzienserbalken und einem Eber in den oberen Feldern kreuzt sich im Hauptfeld ein Pfeil mit einer Feder. Darum herum gruppieren sich vier Sterne unter einem Kreuz.
Bereits 1705 wurde in Geisenheim auf Schnocks Betreiben das Haupthaus des Eberbacher Hofes durch einen Neubau ersetzen. Auch hier ist sein Wappen über einer Toreinfahrt zu finden.
Besonders verbunden blieb Schnock seinem Heimatort Kiedrich. Im dortigen Eberbacher Hof ließ er 1706 die Margaretenkapelle barock umgestalten und stiftete für die Kiedricher Pfarrkirche einen Marienaltar.
Ein Ölgemälde, das Schnock als fiktiven Klostergründer mit seinen Mitbrüdern kniend vor Bernhard von Clairvaux zeigt, ist heute in der Abtei Marienstatt im Westerwaldkreis zu finden.
Michael Schnock war der Onkel (Bruder der Mutter) des Wormser Weihbischofs Johann Anton Wallreuther (1673–1734), sowie der Großonkel von Peter Friedrich Wallreuther (1712–1786), Dekan (Oberhaupt) des Martinsstiftes Worms und seines Bruders Michael Anton Wallreuther (* 1711), Kanzler des Hochstifts Worms.